# Hausen (Rhön-Grabfeld)
Hausen è un comune tedesco di 736 abitanti, situato nel land della Baviera.